# Revenged Love
Revenged Love (cinese:《逆爱》) è una serie web cinese a tematica boys’ love del 2025, diretta da Cangtoushi e interpretata da Tian Xuning, Zi Yu, Zhan Xuan e Liu Xuancheng. È adattata dal romanzo BL online 逆袭 (Counterattack) di Zhu Wenjiao (pseudonimo: Chai Jidan), che ha anche svolto il ruolo di produttrice.
Sebbene gran parte della serie sia stata girata a Wuxi, in Cina, a causa delle politiche cinesi in materia di audiovisivi non può essere trasmessa in TV o sulle piattaforme online nazionali. È stata quindi adottata una strategia di distribuzione che prevedeva la pubblicazione su piattaforme di streaming all’estero, come GagaOOLala o YouTube. Inoltre, per evitare che la serie venisse individuata e censurata nei trend online cinesi, i fan hanno iniziato a usare nomi in codice come “顺恨” (parola inversa rispetto al titolo, significa letteralmente “odio fluente”), “顺杀” (“uccisione fluente”, variante creata dal team di produzione), oppure soprannomi ispirati ai personaggi come “蛇夫与糖郎” (“marito serpente e gentiluomo dolce”) e “大宝天天见” (“Grande tesoro visibile ogni giorno ”) come hashtag o riferimenti nei post.
Le riprese della serie sono terminate alla fine di agosto 2024 ed è stata presentata in anteprima il 16 giugno 2025, con un totale di 24 episodi. Nella prima settimana sono stati trasmessi quattro episodi (due il 16 giugno e due il 17 giugno). Successivamente, è uscito un episodio ogni lunedì e martedì. Gli episodi 11 e 12, previsti per il 14 e 15 luglio, sono stati rinviati al 18 e 19 luglio. L’episodio finale era originariamente previsto per il 26 agosto, ma l’8 agosto la produzione ha annunciato una modifica: il 19° e 20° episodio sono stati pubblicati quel giorno, seguiti da un episodio al giorno fino alla messa in onda del finale il 12 agosto.

## Trama
Wu Qiqiong ha una relazione di lunga data con la fidanzata Yue Yue, ma a causa del suo carattere tirchio e delle ristrettezze economiche, Yue Yue decide di lasciarlo, avvicinandosi al ricco erede Chi Cheng. Wu Qiqiong inizialmente vuole migliorarsi e cambiare per riconquistarla, ma i suoi tentativi di avviare un’attività vengono più volte interrotti da Chi Cheng. Per vendicarsi, decide di “rubare” Chi Cheng a Yue Yue facendolo innamorare di sé, così da farla ingelosire. Si rivolge allora all’amico gay Jiang Xiaoshuai per imparare come conquistare un uomo e cambia nome in Wu Suowei. Tuttavia, durante il piano di vendetta, è Chi Cheng a iniziare a corteggiarlo, e Wu Suowei si ritrova poco a poco a innamorarsi sinceramente di lui.
Nel frattempo, Jiang Xiaoshuai, che si era chiuso emotivamente dopo una rottura dolorosa, si apre nuovamente grazie alle attenzioni insistenti di Guo Chengyu, amico fraterno di Chi Cheng.

## Produzione

### Scelta del cast
L’autrice originale e produttrice Chai Jidan ha raccontato che l’attore Zi Yu, interprete di Wu Suowei, era inizialmente solo un candidato tra altri. Durante il primo provino, aveva ancora la testa rasata per un ruolo precedente e appariva molto diverso dal personaggio immaginato, non facendo un'ottima impressione. Successivamente, chiese di poter fare un secondo provino, questa volta con una parrucca: la sua performance migliorò notevolmente. Proprio in quel periodo, l’attore precedentemente scelto rinunciò al ruolo, e Zi Yu venne quindi confermato.
Per quanto riguarda il personaggio di Chi Cheng, Tian Xuning era la prima scelta di Chai Jidan. La produttrice aveva già contattato l'attore tre volte: le prime due senza successo per motivi di agenda, la terza volta invece si concluse con un accordo tramite videoconferenza, senza nemmeno organizzare un provino formale per paura di perdere di nuovo l’occasione.

### Doppiaggio
Per Wu Suowei si era inizialmente pensato a un doppiatore professionista, ma dopo diverse prove il team di produzione ha deciso che la voce dell’attore stesso, Zi Yu, era più adatta. Nonostante non avesse esperienza di doppiaggio, è riuscito a sincronizzare labiale e intonazione in sala di registrazione, ottenendo l’approvazione del direttore del doppiaggio.
Il personaggio di Chi Cheng era inizialmente affidato a un altro doppiatore, ma dopo aver ascoltato la versione di Shunzi, la produzione ha ritenuto che la sua voce fosse perfetta per il ruolo e ha deciso di assumerlo.

### Colonna sonora
Secondo il regista, la selezione delle musiche di sottofondo si è basata in gran parte sulle sue personali abitudini di ascolto. A causa del budget limitato, non è stato possibile commissionare molte composizioni originali: la produzione ha quindi cercato brani su piattaforme di musica con licenza, utilizzando anche strumenti di intelligenza artificiale per individuare pezzi simili a quelli desiderati. Dopo un’attenta selezione, le tracce finali sono state arrangiate e prodotte da un supervisore musicale.

## Personaggi e interpreti

### Personaggi principali[15]
- Wu Suowei, interpretato da Zi Yu. Ragazzo umile e un po' tirchio. A causa della sua povertà viene lasciato dalla fidanzata Yue Yue. Dopo che la ragazza di avvicina a Chi Cheng, decide di riconquistarla facendo innamorare di sé il ragazzo. Il suo piano si rivolterà però contro di lui quando capirà di essersi innamorato lui stesso di Chi Cheng.
- Chi Cheng, interpretato da Tian Xuning e doppiato da Shunzi.[16] È un uomo molto ricco e freddo, figlio del CEO di un'importante azienda. Inizialmente si fidanza con Yue Yue solo per accontentare i genitori che lo vorrebbero vedere presto sposato. Dopo aver conosciuto Wu Suowei, inizierà a flirtare con lui, noncurante del fatto di avere una ragazza, finendo poi per innamorarsene. È appassionato di serpenti e ne possiede diverse specie, una passione nata dalla sua frequentazione con Wang Shuo, suo ex-ragazzo e primo amore che gli ha spezzato il cuore.
- Guo Cheng Yu, interpretato da Zhan Xuan e doppiato da Zhang Dong. È l'amico d'infanzia di Chi Cheng. La loro amicizia è finita dopo che sei anni prima Chi Cheng lo aveva scoperto a letto con il fidanzato Wang Shuo. Nonostante questo, Guo Chengyu ha sempre sospettato che qualcosa riguardante quella notte non fosse corretto e ha sempre sostenuto, anche se indirettamente, l'amico. È un uomo in fondo molto dolce, tanto da riuscire a far innamorare Jiang Xiaoshuai di lui.
- Jiang Xiaoshuai, interpretato da Liu Xuancheng e doppiato da Li Jing. È il migliore amico di Wu Suowei. È un dottore molto amato dai suoi pazienti e dirige una piccola clinica. È scappato dalla sua città natale dopo essere stato usato emotivamente e fisicamente da un suo ex professore e dopo aver tentato il suicidio. Proprio questo avvenimento lo porta ad essere molto chiuso nei confronti dell'amore, fino a quando non arriverà Guo Cheng Yu.

### Personaggi secondari
- Wang Shuo, interpretato da Liu Jun e doppiato da Wei Yifan. È l'ex-ragazzo di Chi Cheng. I due si sono lasciati dopo che Chi Cheng lo ha scoperto a letto con l'amico Guo Cheng Yu. Durante la serie si scoprirà che in realtà il loro ritrovamento insieme era stato architettato da Wang Shuo stesso, in quanto geloso del rapporto di amicizia tra Chi Cheng e Guo Cheng Yu, e che i due non avevano fatto nulla insieme. Lascia la città per diversi anni dopo questo avvenimento, salvo tornare quando Chi Cheng si mette con Wu Suowei. Ancora molto legato all'ex-ragazzo, tenta in diversi modi di riconquistarlo, senza però riuscirci. Si scoprirà che soffre di disturbo bipolare e ansia.
- Wang Zhen, interpretato da Wang Yuqiao e doppiato da Shao Tong. È il fratello di Wang Shuo, a volte si rivolge a lui in modo molto violento. Si infatuerà di Wu Suowei, nonostante sia fidanzato con Chi Cheng. Non è fratello di sangue di Wang Shuo, in quanto quest'ultimo è stato adottato.
- Yue Yue, interpretata da Sun Qianyu e doppiata da Liu Rui. È l'ex- ragazza di Wu Suowei. È molto materialista, infatti si avvicinerà a Chi Cheng solo con l'obiettivo di sposarlo e avere i suoi soldi.

## Colonna sonora della serie
|                | Titolo                                      | Interprete | Testi                 | Musiche     |
| -------------- | ------------------------------------------- | ---------- | --------------------- | ----------- |
| Sigla Iniziale | 肆意生花 (Fiorire Liberamente)              | Zi Yu      | Yu Peng e Lü Honghang | Lü Honghang |
| Sigla finale   | 地球最后的夜晚 (L’ultima notte della Terra) | Zhan Xuan  | Yu Peng e Zhan Xuan   | Yu Peng     |

Altre musiche
- Andres Bertoglio – All the Lights
- Baptiste Thiry – Soon Become the Night
- Bruce Maginnis & Braden Evans – I'm Sorry
- Edward Hogston – Broken Promise, Clouds Around, Sleepless
- Freudian Black – Sea Turtles
- Giacomo Trivelli & Matt Sibley – Dust
- Glacier & Summit – Like Roses
- Paper Swans – Somewhere in Your Eyes
- Paul Thorne, Sergey Kolosov – Just the Beginning
- Qian Li – A Country Scene
- Sandia & Idalia – Burns Like Fire
- Tatiana Ilyashova & Lyanna Austin – Sweet Summer Rain
- Yan Clermont – My North Star
- Zhang Hao & Zhao Junrui – Solo Driving, Twilight Boulevard

## Impatto e conseguenze

### Successo e popolarità internazionale
Dopo il debutto su GagaOOLala nel 2025, la serie è rapidamente diventata la più popolare sulla piattaforma nella prima metà dell’anno, raggiungendo il primo posto nella classifica dei drammi più visti. Ha attirato spettatori in diversi Paesi, con ampie discussioni sui social riguardo alla trama e alla chimica tra i personaggi. Alcune scene sono state ampiamente condivise e hanno ispirato numerose opere derivate, portando a un notevole aumento di traffico sulle piattaforme di streaming.

### Sospensione e chiarimenti ufficiali
A metà luglio 2025, la produzione ha annunciato improvvisamente la sospensione del caricamento degli episodi, senza indicare la data di ripresa, suscitando speculazioni tra il pubblico. La produttrice Chai Jidan ha chiarito che lo stop era dovuto alla necessità di perfezionare i contenuti, incluse traduzioni e doppiaggi. Poco dopo, la serie è tornata in onda con due episodi a settimana.

### Controversie legate agli attori
Con la crescente popolarità, alcuni protagonisti sono stati coinvolti in scandali:
- Zi Yu è stato accusato da una presunta ex fidanzata di comportamenti inappropriati durante la relazione; l’attore ha ammesso la propria immaturità e si è scusato pubblicamente.[23] Ciò ha influenzato il numero di fan e alcune collaborazioni professionali.[24]
- Tian Xuning è stata oggetto di voci secondo cui fosse sposato e con figli; l’agenzia ha smentito, dichiarando che è single e intraprendendo azioni legali contro i diffamatori.[25]
- Liu Xuancheng è stato accusato di frode finanziaria; la sua agenzia ha negato qualsiasi illecito, chiarendo la questione in sede giudiziaria.[26][27]

Sia Zi Yu che Tian Xuning hanno anche subito molestie da parte di sasaeng, come pedinamenti, chiamate moleste e disturbi dal vivo. Le agenzie hanno adottato misure legali contro i responsabili.